# 대곶초등학교
대곶초등학교는 대한민국 경기도 김포시 대곶면 율생리에 있는 공립 초등학교이다.

## 학교 연혁
| 1929년 | 11월 28일 | 설립인가                           |
| 1930년 | 5월 1일   | 대곶공립보통학교 개교              |
| 1938년 | 4월 1일   | 대곶공립심상소학교 개칭            |
| 1941년 | 4월 1일   | 대곶공립국민학교 개칭              |
| 1981년 | 3월 10일  | 병설유치원 개원                    |
| 1996년 | 3월 1일   | 대곶초등학교로 개칭                |
| 2016년 | 3월 1일   | 9학급(특수2학급), 유치원1학급 편성 |
| 2017년 | 2월 10일  | 제84회 졸업식 (32명 졸업)          |
| 2017년 | 3월 1일   | 8학급(특수1학급), 유치원1학급 편성 |

## 학교 상징
- 교화 - 개나리 : 불굴의 생명력
- 교목 - 은행나무 : 강인한 생명력
- 교조 - 비둘기 : 온유함과 평화

## 참고 자료
- 대곶초등학교 - 한국교육학술정보원 학교알리미